# Andrzej Lewiński (endokrynolog)
Andrzej Krzysztof Lewiński (ur. 20 sierpnia 1953 w Łodzi zm. 9 października 2024) – polski lekarz, endokrynolog, profesor nauk medycznych, w latach 2002–2008 rektor Uniwersytetu Medycznego w Łodzi.

## Życiorys
W 1978 ukończył studia na Wydziale Lekarskim Akademii Medycznej w Łodzi. W 1981 uzyskał stopień doktora, habilitował się w 1986. W 1992 otrzymał tytuł profesora nauk medycznych.
Specjalizował się w zakresie chorób wewnętrznych i endokrynologii. Od 1978 był zawodowo związany z Instytutem Endokrynologii Akademii Medycznej w Łodzi, następnie z Zakładem Endokrynologii Doświadczalnej i Diagnostyki Hormonalnej, obejmując w 1984 w jego ramach kierownictwo Samodzielnej Pracowni Tyreologii. W latach 1994–2003 kierował natomiast Zakładem Tyreologii. Od 1997 do 2000 pracował jako dyrektor Departamentu Nauki i Kształcenia w Ministerstwie Zdrowia i Opieki Społecznej. W 1997 został kierownikiem Kliniki Endokrynologii i Chorób Metabolicznych Instytutu Centrum Zdrowia Matki Polki w Łodzi, został powołany również na profesora nadzwyczajnego w ICZMP i na przewodniczącego rady naukowej tej placówki. W 2002 objął stanowisko rektora Uniwersytetu Medycznego w Łodzi (pierwszego po jego utworzeniu), pełnił tę funkcję do 2008, po czym pozostał na tej uczelni na stanowisku profesora zwyczajnego.
Należał do Polskiego Towarzystwa Endokrynologicznego (którym kierował w latach 1993–1999), a także do międzynarodowych towarzystw endokrynologicznych. Był redaktorem naczelnym „Endokrynologii Polskiej” i konsultantem krajowym w dziedzinie endokrynologii.

## Odznaczenia
Odznaczony m.in. Krzyżem Kawalerskim (1999) i Oficerskim (2005) Orderu Odrodzenia Polski.